# Yield management
Yield management (nebo také revenue management) je soubor technik, které s cílem dosáhnout maximálních výnosů kolektivně určují, kterou rezervaci přijmout a kterou odmítnout; účtování rozdílných sazeb za „stejnou“ službu různým zákazníkům, "prodej správných sedadel správným zákazníkům." (American Airlines). Yield management je relativně rozšířenou strategií u leteckých společností, hotelových řetězců a velkých hotelů.
Jeho implementace vyžaduje sledování chování zákazníků
pro využívání techniky přeobsazenosti (overbookingu). K správnému rozhodování v dlouhodobém měřítku je nutné předchozí shromažďování dat a jejich vyhodnocení, k tomu se využívá metod datové analýzy (pomocí nástrojů IT) a statistiky. Yield manager také často sleduje makroekonomické ukazatele, aby byl schopen odhadnout správně budoucí ceny v reakci na probíhající inflaci nebo pohyb měny (jelikož se často jedná o mezinárodní obchod). V poslední době se objevují tendence oddělení yield managementu outsourcovat do konsolidovaných center v jiných zemích, podobně jako například IT nebo zákaznickou podporu.

## Podmínky využití
- vysoké fixní náklady (hotel - fixní náklady 80 USD, variabilní 20 USD, cena pokoje 160 USD)
- nízké variabilní náklady
- schopnost předpovídat příjmy (zájem o služby)
- dočasný a pomíjivý inventář
- schopnost segmentovat zákazníky a služby
- produkt je prodáván předem (dlouhodobé a krátkodobé rezervace)

## Výsledky úspěšné aplikace
- zvyšování obsazenosti mimo sezónu (mimosezónní slevy, dlouhodobé rezervace, programování)
- obsazenost kapacity blízká 100%
- maximalizace zisku

## Techniky
- přerezervování (overbooking)
- segmentace zákazníků a cen
- segmentace služeb
- řízení provozu (navazující lety)

## Problémy
- náklady na překnihování odmítnutých zákazníků
- náklady na provoz systému
- doba náběhu (shromažďování dat)
- snižování image společnosti